# Xiping

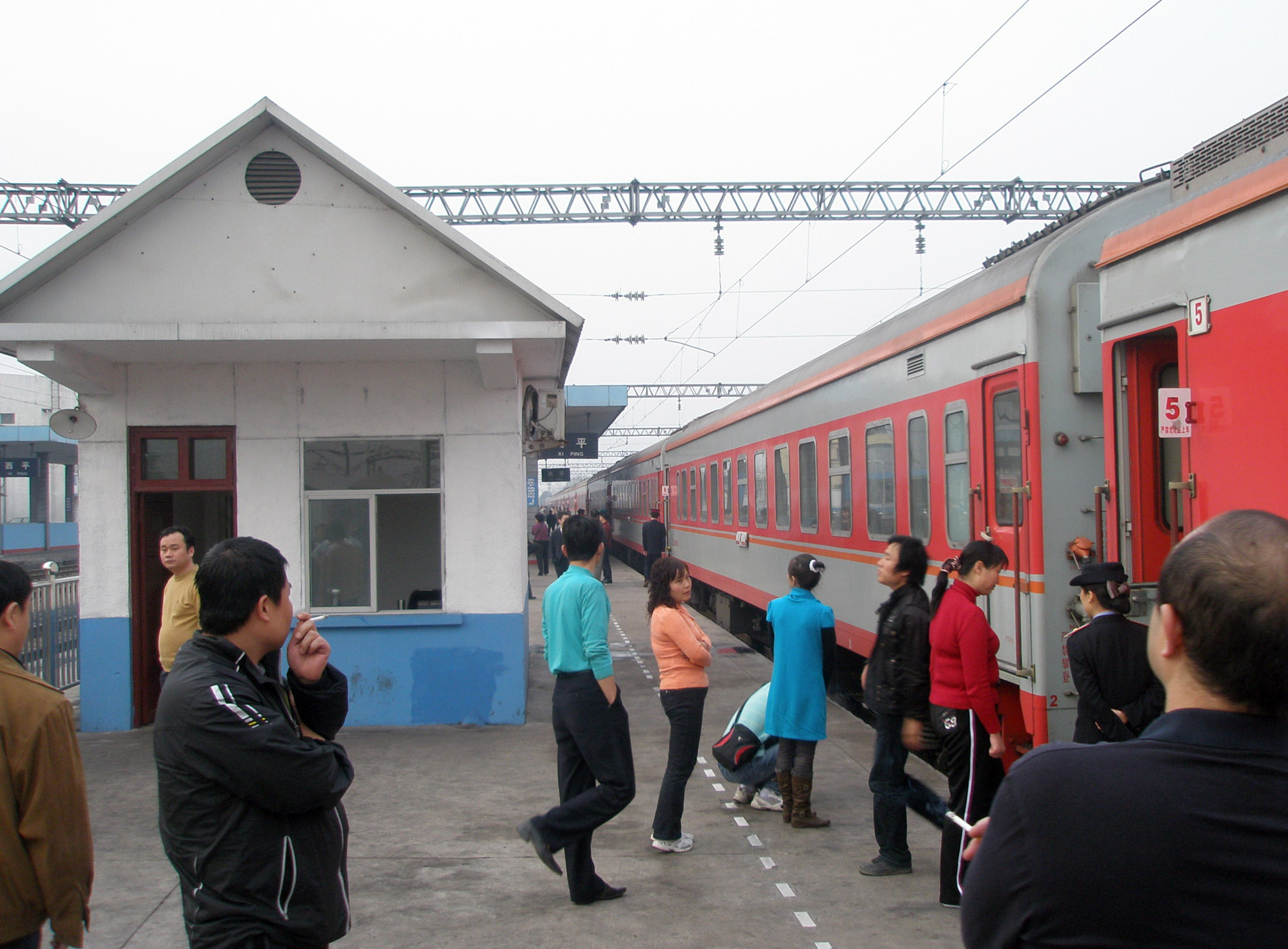
Der Bahnhof von Xiping im Februar 2009

Xiping (chinesisch 西平縣 / 西平县, Pinyin Xīpíng Xiàn) ist ein Kreis in der Provinz Henan der Volksrepublik China, der zum Verwaltungsgebiet der bezirksfreien Stadt Zhumadian gehört. Xiping hat eine Fläche von 1.092 km² und zählt 682.200 Einwohner (Stand: Ende 2018).
Die Stätte der Eisenschmelze von Jiudian (chinesisch 酒店冶鐵遺址, Pinyin Jiǔdiàn yětiě yízhǐ) aus der Zeit der Streitenden Reiche bis Jin-Dynastie und die Pagode des Baoyan-Tempels (chinesisch 寶嚴寺塔, Pinyin Bǎoyán sì tǎ) aus der Zeit der Tang-Dynastie stehen seit 1996 bzw. 2006 auf der Liste der Denkmäler der Volksrepublik China.